# Тю-е-Мю
Тю-е-Мю (фр. Thue et Mue) — муніципалітет у Франції, у регіоні Нижня Нормандія, департамент Кальвадос. Тю-е-Мю утворено 1-1-2017 шляхом злиття муніципалітетів Бреттвіль-л'Оргеєз, Бруе, Ше, Ле-Меній-Патрі, Пюто-ан-Бессен i Сент-Круа-Гран-Тонн. Адміністративним центром муніципалітету є Бреттвіль-л'Оргеєз. Населення — 6169 осіб (01.01.2021).